# Peruana palpata
Peruana palpata är en insektsart som först beskrevs av Carl Stål 1878.  Peruana palpata ingår i släktet Peruana och familjen gräshoppor. Inga underarter finns listade i Catalogue of Life.